# ユールシンギング
ユールシンギングは、日本の競走馬。馬名の由来は、家々や果樹園を訪ねてキャロルを歌うこと。おもな勝ち鞍は2013年セントライト記念、2014年新潟大賞典。

## 経歴

### 3歳（2013年）
デビューは1月27日の東京競馬場の芝1800mの3歳新馬戦。後方から追い込むも3着に敗れる。その後2戦して2着、6着に敗れる。そして5月12日の東京の3歳未勝利戦（芝1800m）を2着い2馬身差以上つけて初勝利を飾った。その後の東京の500万下の八丈島特別（2着）を挟んで新潟の古馬500万下（芝1800m）を人気に応えて2勝目をあげて迎えたセントライト記念は最後ダービーフィズに競り勝って重賞初制覇を果たして菊花賞への優先出走権を獲得した。しかし本番の菊花賞はいいところなく15着に敗れた。

### 4歳（2014年）〜6歳（2016年）
4歳緒戦の中山記念は最速タイの上がりだったものの9着に敗れた。続く中日新聞杯は後方から追い込み4着に入った。新潟大賞典も後方から追い込み最後は差しきって重賞2勝目を飾った。しかし、その後は惨敗が続いた。2016年5月6日の調教後に左前肢のつなぎ部分が腫れ、その後の検査で種子骨じん帯炎、左前第3中手骨遠位端剥離骨折と診断され、復帰のめどが立たないことから、同月11日に引退が発表された。引退後は新潟競馬場で乗馬になる。2017年から誘導馬を務めている。

## 競走成績
| 競走日     | 競馬場 | 競走名           | 格      | 距離（馬場）  | 頭 数 | 枠 番 | 馬 番 | オッズ （人気） | 着順 | タイム （上り3F） | 着差 | 騎手       | 斤量   | 1着馬/（2着馬）      |
| ---------- | ------ | ---------------- | ------- | ------------- | ----- | ----- | ----- | --------------- | ---- | ----------------- | ---- | ---------- | ------ | -------------------- |
| 2013.01.27 | 東京   | 3歳新馬          |         | 芝1800m（良） | 16    | 3     | 6     | 012.10（4人）   | 03着 | 01:49.7（34.6）   | -0.6 | 松岡正海   | 56kg   | ロジプリンセス       |
| 0000.02.16 | 東京   | 3歳未勝利        |         | 芝1800m（良） | 16    | 3     | 5     | 005.70（4人）   | 02着 | 01:48.2（35.8）   | -0.1 | 松岡正海   | 56kg   | ヒシサイレンス       |
| 0000.03.16 | 中山   | 3歳未勝利        |         | 芝2200m（良） | 16    | 3     | 6     | 002.00（1人）   | 06着 | 02:20.2（34.8）   | -0.2 | 松岡正海   | 56kg   | ブリリアントダンス   |
| 0000.05.12 | 東京   | 3歳未勝利        |         | 芝1800m（良） | 18    | 7     | 15    | 002.70（1人）   | 01着 | 01:48.5（34.0）   | -0.4 | 北村宏司   | 56kg   | (ロングシャドウ)     |
| 0000.06.23 | 東京   | 八丈島特別       | 500万下 | 芝1800m（良） | 11    | 6     | 6     | 005.70（3人）   | 02着 | 01:47.2（33.4）   | -0.2 | 北村宏司   | 54kg   | カムフィー           |
| 0000.09.01 | 新潟   | 3歳上500万下     |         | 芝1800m（重） | 18    | 7     | 13    | 003.80（1人）   | 01着 | 01:47.3（34.0）   | -0.4 | 北村宏司   | 54kg   | (ダイアゴナルクロス) |
| 0000.09.17 | 中山   | セントライト記念 | GII     | 芝2200m（良） | 15    | 2     | 3     | 006.20（3人）   | 01着 | 02:13.5（35.0）   | -0.0 | 北村宏司   | 56kg   | (ダービーフィズ)     |
| 0000.10.20 | 京都   | 菊花賞           | GI      | 芝3000m（不） | 18    | 7     | 15    | 017.50（4人）   | 15着 | 03:08.2（38.5）   | -3.0 | 北村宏司   | 57kg   | エピファネイア       |
| 2014.03.02 | 中山   | 中山記念         | GII     | 芝1800m（稍） | 15    | 6     | 10    | 087.9（14人）   | 09着 | 01:50.8（36.6）   | -1.0 | 北村宏司   | 57kg   | ジャスタウェイ       |
| 0000.03.15 | 中京   | 中日新聞杯       | GIII    | 芝2000m（良） | 18    | 2     | 3     | 023.20（8人）   | 04着 | 02:01.8（33.8）   | -0.1 | 丸山元気   | 55kg   | マーティンボロ       |
| 0000.05.11 | 新潟   | 新潟大賞典       | GIII    | 芝2000m（良） | 16    | 5     | 10    | 005.00（3人）   | 01着 | 01:59.2（33.1）   | -0.0 | 吉田隼人   | 56kg   | (マジェスティハーツ) |
| 0000.09.07 | 新潟   | 新潟記念         | GIII    | 芝2000m（良） | 18    | 6     | 12    | 007.00（4人）   | 11着 | 01:59.0（34.5）   | -0.7 | 北村宏司   | 57.5kg | マーティンボロ       |
| 0000.12.06 | 中京   | 金鯱賞           | GII     | 芝2000m（良） | 17    | 1     | 1     | 056.5（12人）   | 09着 | 01:59.6（35.2）   | -0.8 | 丸山元気   | 56kg   | ラストインパクト     |
| 2015.01.04 | 中山   | 中山金杯         | GIII    | 芝2000m（良） | 17    | 5     | 9     | 022.0（10人）   | 17着 | 01:59.9（35.0）   | -2.1 | 北村宏司   | 57kg   | ラブリーデイ         |
| 0000.03.14 | 中京   | 中日新聞杯       | GIII    | 芝2000m（良） | 18    | 2     | 3     | 021.9（11人）   | 18着 | 02:07.3（40.5）   | -6.1 | M.デムーロ | 57kg   | ディサイファ         |
| 0000.05.10 | 新潟   | 新潟大賞典       | GIII    | 芝2000m（良） | 16    | 2     | 3     | 056.2（12人）   | 08着 | 02:00.1（32.9）   | -0.5 | 吉田隼人   | 57kg   | ダコール             |
| 0000.06.14 | 東京   | エプソムC        | GIII    | 芝1800m（良） | 13    | 4     | 5     | 028.30（5人）   | 08着 | 01:46.1（34.8）   | -0.7 | 吉田隼人   | 56kg   | エイシンヒカリ       |
| 0000.07.12 | 福島   | 七夕賞           | GIII    | 芝2000m（良） | 16    | 2     | 3     | 037.7（11人）   | 16着 | 01:59.9（35.6）   | -1.7 | 内田博幸   | 56kg   | グランデッツァ       |
| 0000.09.06 | 新潟   | 新潟記念         | GIII    | 芝2000m（稍） | 18    | 3     | 5     | 092.8（17人）   | 18着 | 02:00.9（35.7）   | -2.7 | 吉田隼人   | 56kg   | パッションダンス     |
| 2016.03.06 | 阪神   | 大阪城S          | OP      | 芝1800m（良） | 16    | 4     | 8     | 124.7（16人）   | 14着 | 01:46.3（34.6）   | -1.1 | 国分優作   | 56Kg   | テイエムイナズマ     |

## 血統表
| ユールシンギングの血統（*印は海外産の日本輸入馬） | ユールシンギングの血統（*印は海外産の日本輸入馬） | ユールシンギングの血統（*印は海外産の日本輸入馬） | （血統表の出典）                              | （血統表の出典） |
| 父系                                              | ロベルト系                                        | ロベルト系                                        | ロベルト系                                    | [ § 2 ]          |
| 父 *シンボリクリスエス 1999 黒鹿毛                | 父の父Kris S. 1977 黒鹿毛                         | Roberto                                           | Hail to Reason                                | Hail to Reason   |
| 父 *シンボリクリスエス 1999 黒鹿毛                | 父の父Kris S. 1977 黒鹿毛                         | Roberto                                           | Bramalea                                      |                  |
| 父 *シンボリクリスエス 1999 黒鹿毛                | 父の父Kris S. 1977 黒鹿毛                         | Sharp Queen                                       | Princequillo                                  | Princequillo     |
| 父 *シンボリクリスエス 1999 黒鹿毛                | 父の父Kris S. 1977 黒鹿毛                         | Sharp Queen                                       | Bridgework                                    |                  |
| 父 *シンボリクリスエス 1999 黒鹿毛                | 父の母Tee Kay 1991 黒鹿毛                         | Gold Meridian                                     | Seattle Slew                                  | Seattle Slew     |
| 父 *シンボリクリスエス 1999 黒鹿毛                | 父の母Tee Kay 1991 黒鹿毛                         | Gold Meridian                                     | Queen Louie                                   |                  |
| 父 *シンボリクリスエス 1999 黒鹿毛                | 父の母Tee Kay 1991 黒鹿毛                         | Tri Argo                                          | Tri Jet                                       | Tri Jet          |
| 父 *シンボリクリスエス 1999 黒鹿毛                | 父の母Tee Kay 1991 黒鹿毛                         | Tri Argo                                          | Hail Proudly                                  |                  |
| 母 ジョリーノエル 2002 黒鹿毛                     | 母の父スペシャルウィーク 1995 黒鹿毛              | *サンデーサイレンス                               | Halo                                          | Halo             |
| 母 ジョリーノエル 2002 黒鹿毛                     | 母の父スペシャルウィーク 1995 黒鹿毛              | *サンデーサイレンス                               | Wishing Well                                  |                  |
| 母 ジョリーノエル 2002 黒鹿毛                     | 母の父スペシャルウィーク 1995 黒鹿毛              | キャンペンガール                                  | マルゼンスキー                                | マルゼンスキー   |
| 母 ジョリーノエル 2002 黒鹿毛                     | 母の父スペシャルウィーク 1995 黒鹿毛              | キャンペンガール                                  | レディーシラオキ                              |                  |
| 母 ジョリーノエル 2002 黒鹿毛                     | 母の母クリスマスツリー 1995 栗毛                  | *トニービン                                       | *カンパラ                                     | *カンパラ        |
| 母 ジョリーノエル 2002 黒鹿毛                     | 母の母クリスマスツリー 1995 栗毛                  | *トニービン                                       | Severn Bridge                                 |                  |
| 母 ジョリーノエル 2002 黒鹿毛                     | 母の母クリスマスツリー 1995 栗毛                  | オークツリー                                      | *リアルシャダイ                               | *リアルシャダイ  |
| 母 ジョリーノエル 2002 黒鹿毛                     | 母の母クリスマスツリー 1995 栗毛                  | オークツリー                                      | シャダイアイバー F-No.8-g                     |                  |
| 母系(F-No.)                                       | サワーオレンジ(USA)系(FN:8-g)                     | サワーオレンジ(USA)系(FN:8-g)                     | サワーオレンジ(USA)系(FN:8-g)                 | [ § 3 ]          |
| 5代内の近親交配                                   | Roberto 15.63% 3x5 、Hail to Reason 9.38% 4x5     | Roberto 15.63% 3x5 、Hail to Reason 9.38% 4x5     | Roberto 15.63% 3x5 、Hail to Reason 9.38% 4x5 | [ § 4 ]          |
| 出典                                              | 1. 2. 3. 4.                                       | 1. 2. 3. 4.                                       | 1. 2. 3. 4.                                   | 1. 2. 3. 4.      |

- 4代母のシャダイアイバーは1982年のオークス馬。
- 母の半妹にマーメイドステークス2着のクリスマスキャロル、母の半姉の仔に共同通信杯3着のリワードシンバルがいる。
- 祖母の半弟に重賞2勝のペインテドブラックがいる。
- 近親に安田記念、マイルチャンピオンシップ馬のエアジハード、NHK杯2着馬のガレオンがいる。